# Église Saints-Pierre-et-Paul de Sibiu
Pour les articles homonymes, voir Église Saints-Pierre-et-Paul.
L'Église Saints-Pierre-et-Paul de Sibiu (en roumain: Biserica Sfinții Petru și Pavel), connue aussi par le nom de l'Église entre des Sapins ou l'Église parmi des Sapins (en roumain, Biserica dintre Brazi), est un édifice religieux catholique sis au 17, rue Reconstrucției, à Sibiu, en Roumanie. C'est la plus ancienne église construite par l'Église grecque-catholique roumaine, à Sibiu. L'église a été bâti entre 1778-1788, en style baroque, sur un terrain donné, à cette fin, par l'impératrice Marie-Thérèse d'Autriche, à la demande de l’évêque uni à l'Église de Rome, Grigore Maior. Le financement de la construction a également été fait par l'évêque Grigore Maior.
L'église est classée monument historique par le Ministère roumain de la Culture et des Affaires religieuses, avec le code LMI: SB-II-a-A-12167.

## Le cimetière de l'église
Dans le cimetière entourant l'église se trouvent des tombeaux de certains défenseurs et bienfaiteurs de l'Église grecque-catholique roumaine, des personnalités exceptionnelles de la culture roumaine de Transylvanie (George Barițiu, Alexandru Papiu-Ilarian, David Urs de Margina, Iosif Sterca-Șuluțiu, Ioan Rațiu (ro), Alexandru Vaida-Voevod, Ieronim G. Barițiu, Ioan Vișa, Demetriu Munteanu, Dr. Ioan G. Pop de Galațiu, Valeriu Pop Harșianu et all.).

## Histoire
L'évêque Inocențiu Micu-Klein a obtenu le 3 avril 1734, de la part de la baronne Anna Maria de Hochberg, l'héritrière de Wilhelm Krall, un terrain situé allée de l'Amitié (en allemand, Freundschaftsgasse), non loin de l'actuelle église. Le Maire et le Conseil de la ville de Hermannstadt (actuellement Sibiu) se sont opposés à l'accord d'un permis de construire d'une église roumaine unie, ils évaluèrent le terrain à 40 florins, puis ils proposèrent à l'évêque de le racheter pour la somme de 100 florins. La Cour de Vienne a sollicité par le Décret impérial du 3 août 1734 un renseignement de la part du Maire de la ville de Hermannstadt concernant ce problème. Le Conseil local a établi le 7 mars 1735 qu'il n'y aurait pas besoin d'une église unie roumaine dans Măierimea Sibiului. Contre cette décision, les Jésuites de Hermannstadt se sont adressés au Gouvernement, et le Conseil de la ville a répondu que les Roumains de Maierii Sibiului ne seraient pas chez eux, ils ne seraient que des vagues (c'est-à-dire des «voyageurs»). En 1737 l'évêque Micu-Klein s'est déclaré prêt à renoncer à ce terrain, si la „ville lui donnait en échange un autre terrain pour un oratoire [une église], pour le logement d'un prêtre et pour le cimetière”; cette offre fut refusée par le Maire et par le Conseil de la ville.
En 1773, la Compagnie de Jésus fut supprimée par le pape Clément XIV. Parmi les propriétés de cet ordre religieux, il y avait un jardin qui servait de lieu de campagne pour les élèves des Jésuites. Dans ce jardin, qui est le territoire actuel de l'Église entre des Sapins, en 1733, la réception de fête des moniales Ursulines a eu lieu lorsqu'elles se sont établies à Hermannstadt / Sibiu pour ouvrir l'école des Ursulines.
En 1774, Mgr Grigore Maior reprit la procédure d'obtention du permis de construire de l'église, qu'il a reçu à l'aide des autorités impériales de Vienne.
L'iconostase de l'église a été peinte par Joseph Neuhauser, en 1795. La première iconostase semble avoir été en pierre. Une photo de l'iconostase a été exposée à l'exposition ethnographique et culturelle de l'Association transylvaine pour la littérature roumaine et la culture du peuple roumain (l'Association ASTRA), ensuite à l'Exposition générale roumaine à Bucarest (1906), dans le pavillon des Roumains de l'étranger. Cette photographie est conservée aux archives paroissiales. Ultérieurement, cette iconostase a été remplacée par une peinture sur toile en bois, en retrait, réalisée, selon des spécialistes, par une équipe de disciples d’Octavian Smigelschi. En 1992, cette iconostase a été remplacée par une nouvelle, peinte par Elena Roșca de Bucarest. Les candélabres et les stalles présents aujourd'hui dans l'église sont ceux que l'on peut voir dans la photographie de 1905.
Parmi les archiprêtres de l'église étaient les historiens Ioan Rusu (1821-1905) et Nicolae Togan (1859-1935).
En 1930, la communauté roumaine unie à Rome (grecque-catholique) de la ville de Sibiu comptait 3 685 personnes. En plus de l'Église entre des Sapins, utilisée comme église de doyenné, les sibiens gréco-catholiques avaient également deux autres lieux de culte dans la ville (une église et une chapelle).
Comme toutes les autres églises gréco-catholiques de la zone d'influence de l'Union soviétique, à l'ordre de Staline, l’Église roumaine unie à Rome (grecque-catholique) a été interdite pendant le communisme en Roumanie à partir de 1948 (par le Décret № 358 du 1er décembre 1948) et jusqu’à la fin de 1989, son patrimoine a donc été utilisé soit par l'État communiste roumain, soit par l’Église orthodoxe roumaine.
En septembre 1948, le colonel de la Securitate, Gheorghe Crăciun, arrêta le curé Pompeiu Onofreiu (1909-1998) de la paroisse. La Securitate a fait des pressions sur le Père Onofreiu afin qu'il se convertisse à l'orthodoxie. Le Père Pompeiu Onofreiu fut arrêté et emprisonné entre 1949 et 1964, mais il refusa de s'y convertir et resta un prêtre grecque-catholique, servant, après avoir quitté la prison, en clandestinité dans la chapelle aménagée dans sa maison située rue Șelarilor à Sibiu.
Depuis 1948, l'Église entre des Sapins et la maison paroissiale afférente sont utilisées par l'Église orthodoxe roumaine, qui refuse de les restituer aux gréco-catholiques.
Selon les données du recensement de 2002, la communauté gréco-catholique de Sibiu comptait 2 260 personnes et elle n'avait jusque-là recouvré aucun de ses lieux de culte.

## Le processus de restitution
Le 7 avril 1993, le doyenné de l'Église unie à Rome de Sibiu, représenté par l'archiprêtre Pompeiu Onofreiu, survivant des prisons communistes, poursuivit en justice les paroisses orthodoxes roumaines Cibin 1 et 2 être obligées de rendre au requérant l'église, le cimetière et la maison paroissiale. Le Tribunal civil (de première instance) de Sibiu a attribué l'affaire au requérant, qui a ensuite statué sur l'appel devant le Tribunal de Dolj. Le Tribunal de Dolj a attribué, lui aussi, l'affaire au requérant, décision maintenue, en recours, par la Cour d'appel de Craiova.
Contre la décision définitive et irrévocable de restitution de l'église et des bâtiments annexes, le Procureur général de Roumanie, Vasile Manea Drăgulin, a formé un recours en annulation, le 22 août 1996. Dans le cadre du recours en annulation, le Procureur général de Roumanie a soutenu que la situation juridique des lieux de culte et des maisons paroissiales appartenant à l'Église roumaine unie à Rome ne sera pas déterminée par les tribunaux, mais par une commission mixte composée de représentants des deux cultes et en tenant compte des souhaits des fidèles.
En conséquence, à la suite du jugement du Tribunal de Sibiu en 1996, la paroisse orthodoxe roumaine a organisé un référendum paroissial pour connaître le choix des membres de la paroisse. Le référendum a montré que la plupart des croyants de la paroisse orthodoxe veulent rester dans l’Église orthodoxe roumaine, ce qui a conduit les tribunaux à tenir compte des verdicts ultérieurs.
En 1999, le recours en annulation a été rejeté comme non fondé par la Haute Cour de cassation et de justice, par la décision №. 581 de 1999.

## Situation actuelle
En 2002, la Mairie de Sibiu a délivré pour ce lieu de culte le certificat d'urbanisme № 1810 en faveur de la paroisse roumaine unie à Rome (gréco-catholique) de Sibiu.
Selon la décision de la Haute Cour de cassation et de justice № 3365/2012 l’Église Saints-Pierre-et-Paul de Sibiu ne peut pas être restituée à l’Église roumaine unie à Rome, car le pouvoir législatif n’a pas adopté la loi spéciale sur la rétrocession des lieux de culte nationalisés en 1948. Mais une partie du terrain adjacente à la rue ainsi qu'une habitation furent restituées à l’Église roumaine unie à Rome (grecque-catholique). Sur ce terrain, l'Église grecque-catholique roumaine a fait élever un monument dédié au Premier ministre Alexandru Vaida-Voevod, qui a été dévoilé le 28 novembre 2018.
L’Église orthodoxe roumaine s’oppose toujours à la restitution de l’église elle-même. Jusqu'au 2017, le curé orthodoxe du lieu de culte, était le prêtre Mihai Sămărghiţan, le fils du prêtre Ioan Sămărghițan, survivant des prisons communistes, arrêté avec Nichifor Crainic, qu'il avait hébergé après ce que celui-ci fut condamné à mort en 1945, par le "Tribunal du peuple", dans le fameux "Procès des journalistes"; le prêtre Mihai Sămărghițan est actuellement (2019) conseiller au Conseil départemental (en roumain : județean) de Sibiu, de la part du Parti social-démocrate. Depuis 2017, l'un des deux curés de l'église est son fils, dr. Călin Sămărghițan, qui était auparavant prêtre dans diverses unités militaires à Predeal et à Sibiu,.
L'Église orthodoxe roumaine utilise actuellement l'église, les tombeaux historiques qui l'entourent, le terrain sur lequel elle est construite, la maison paroissiale et certains terrains adjacents.

## Architecture
L'impression générale de l'église est baroque, dominée par un massif clocher à bulbe. La façade présente d'autres éléments baroques typiques, aussi, tels que des colonnes massives, des pilastres et le motif de la coquille.

## Galerie d'immages

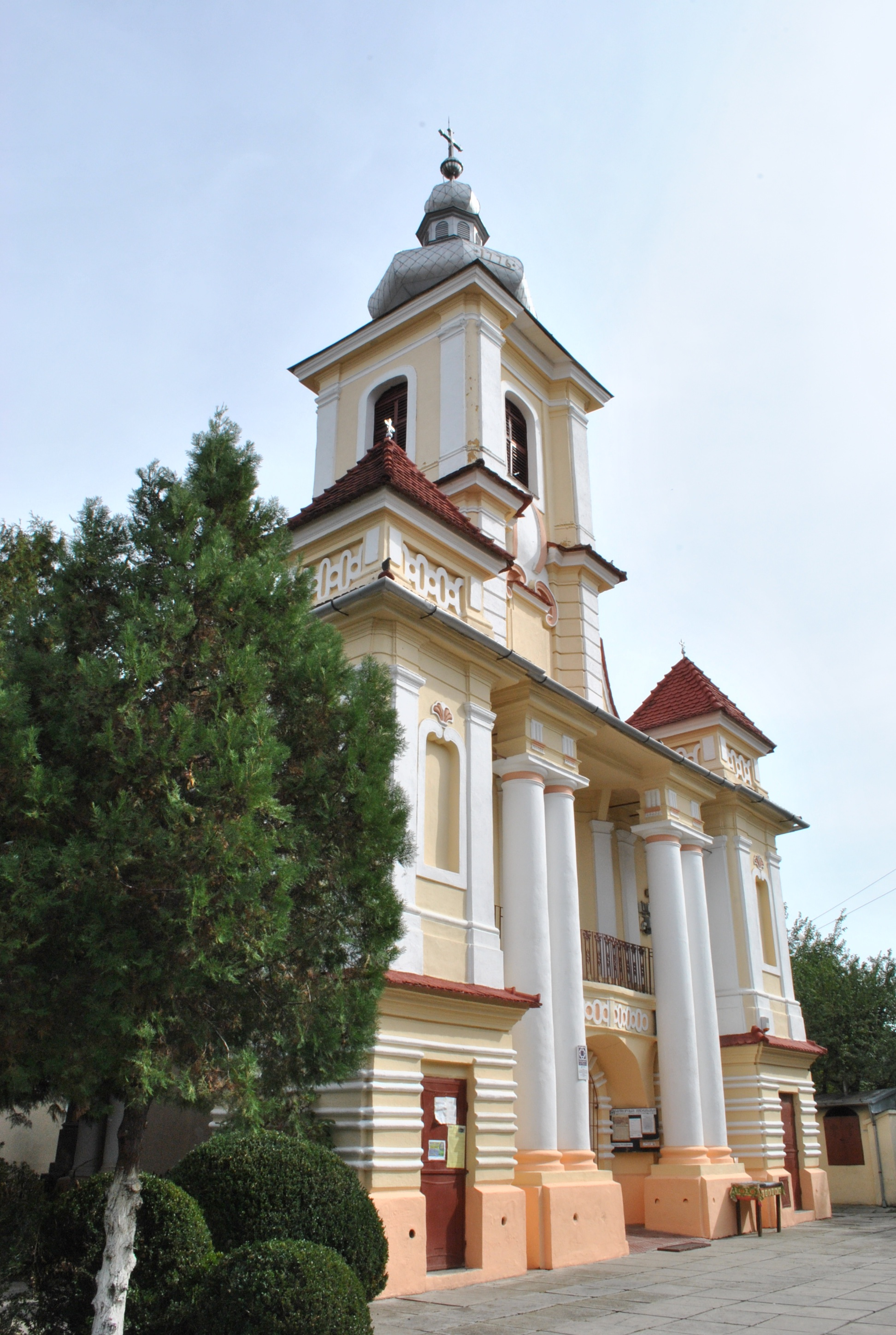
L'Église Saints-Pierre-et-Paul de Sibiu
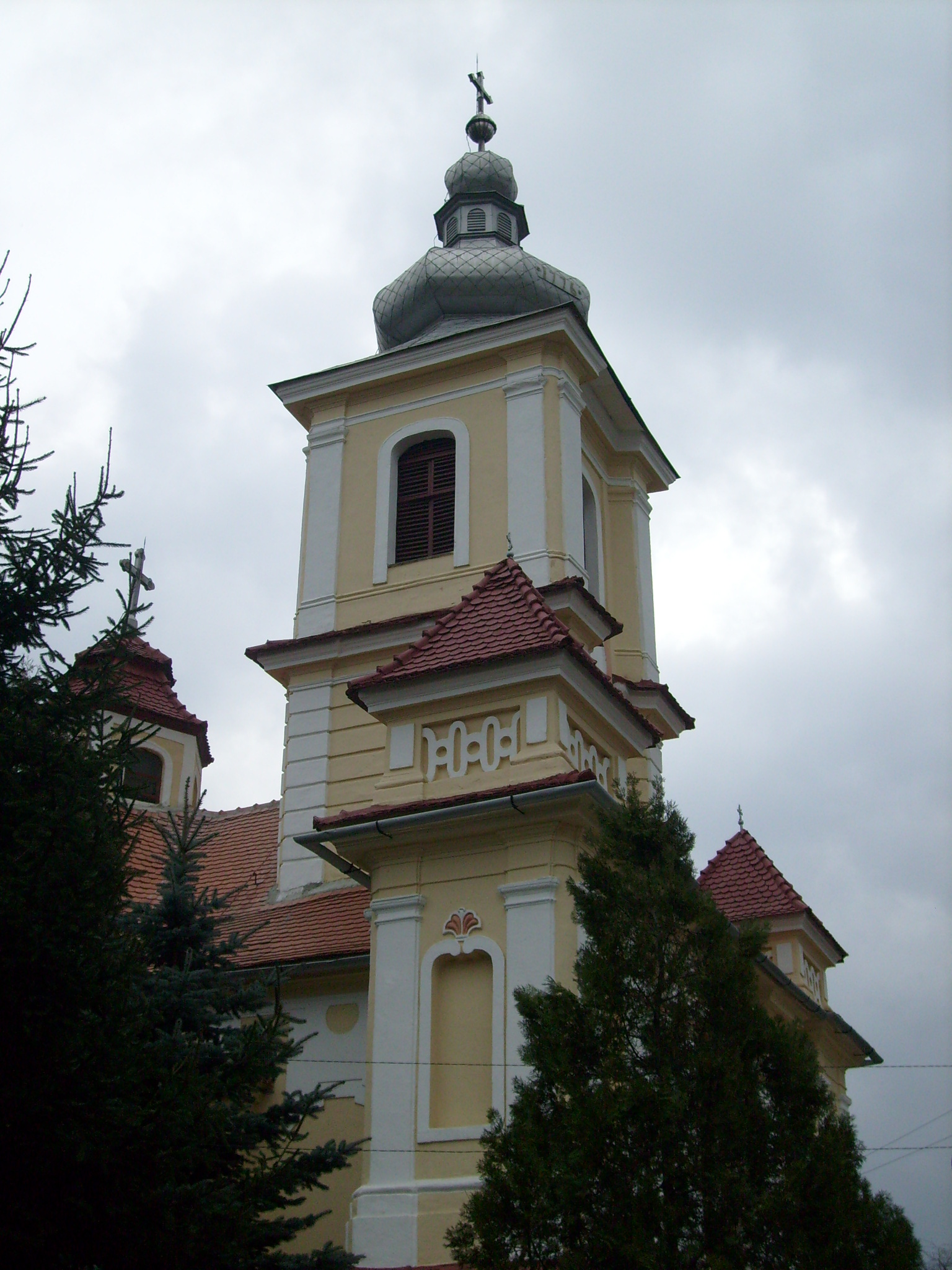
La tour (le clocher à bulbe) de l'église
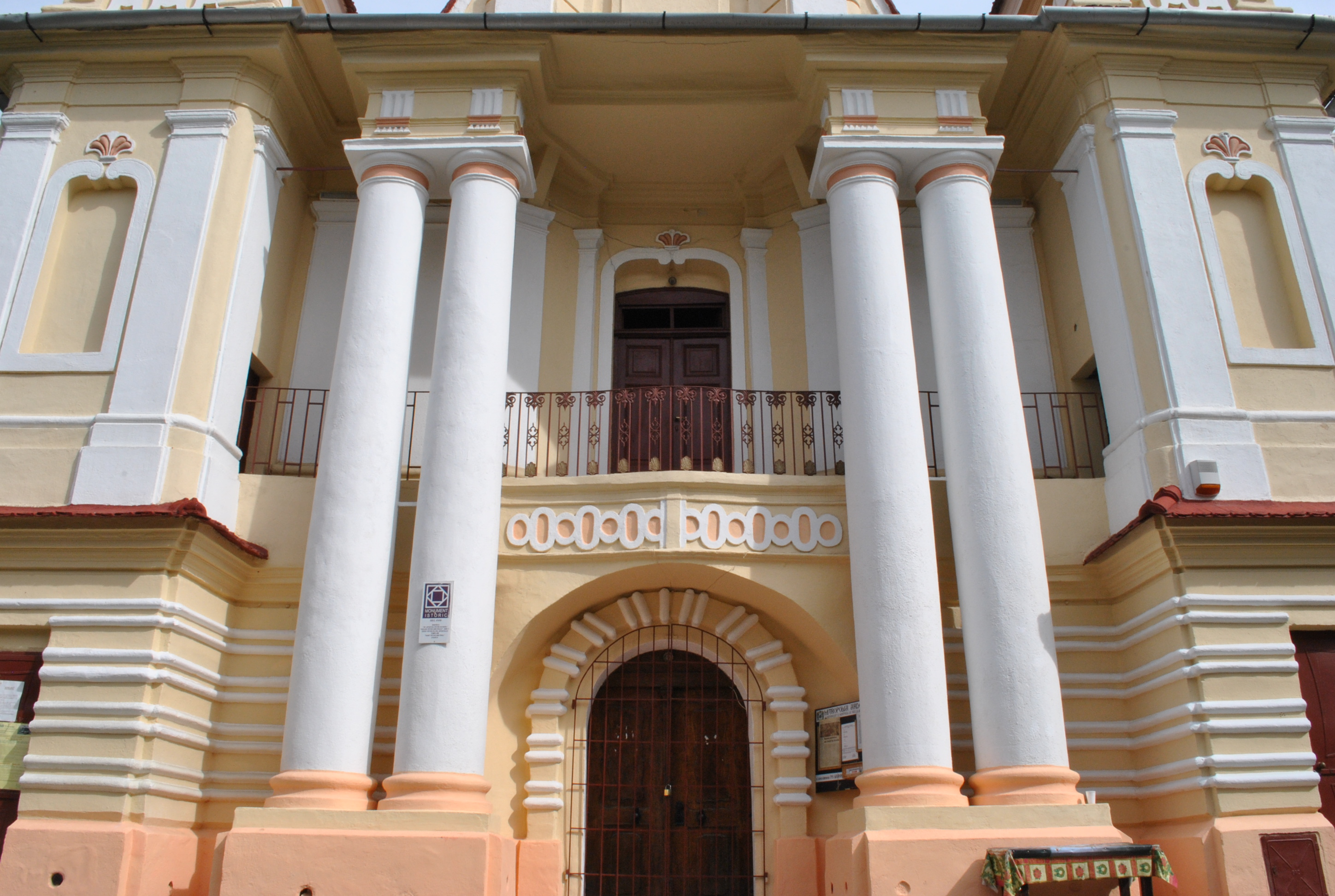
La façade de l'église
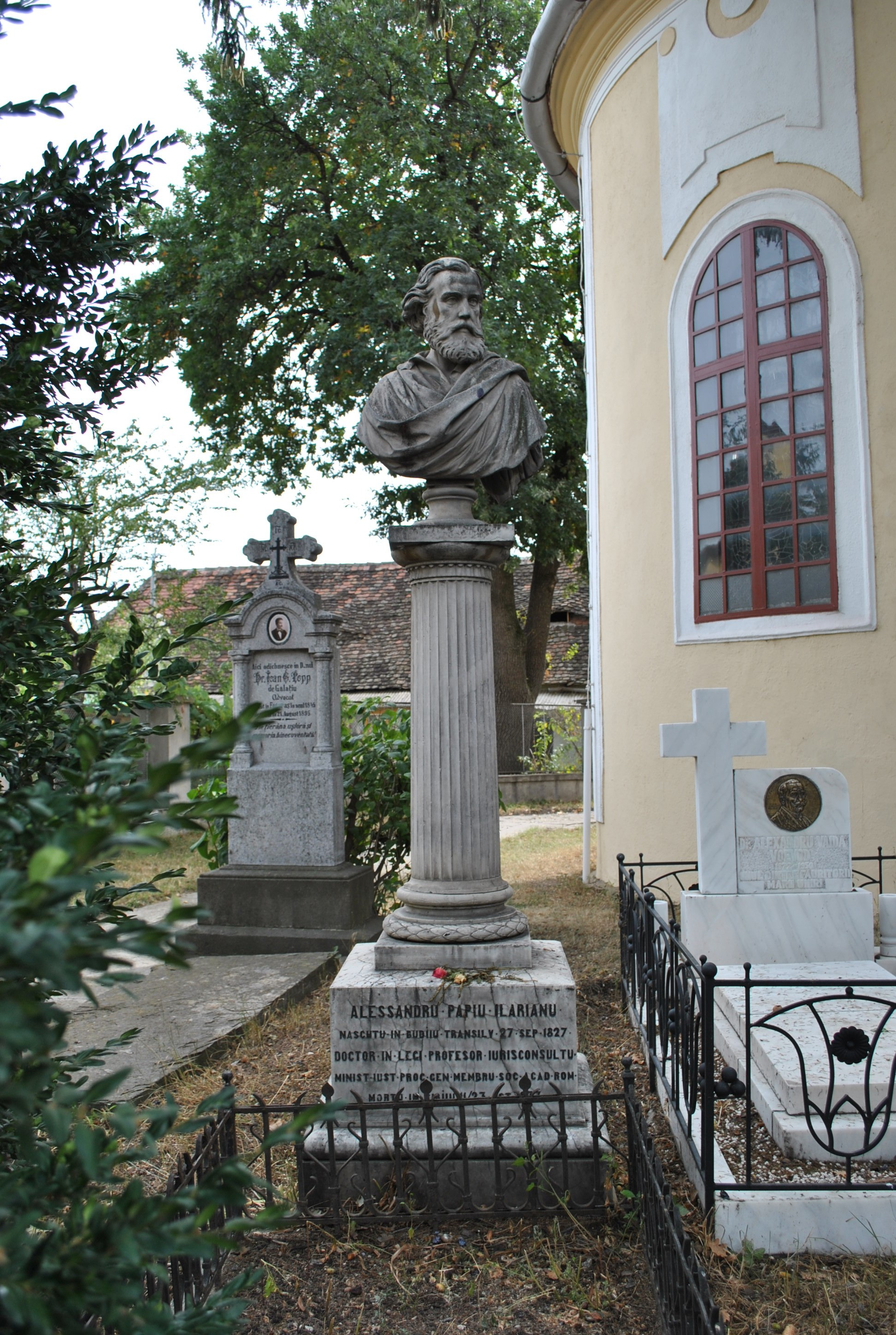
Le tombeau d'Alexandru Papiu-Ilarian (juste en face) et celui d'Alexandru Vaida-Voevod (un peu à droite)
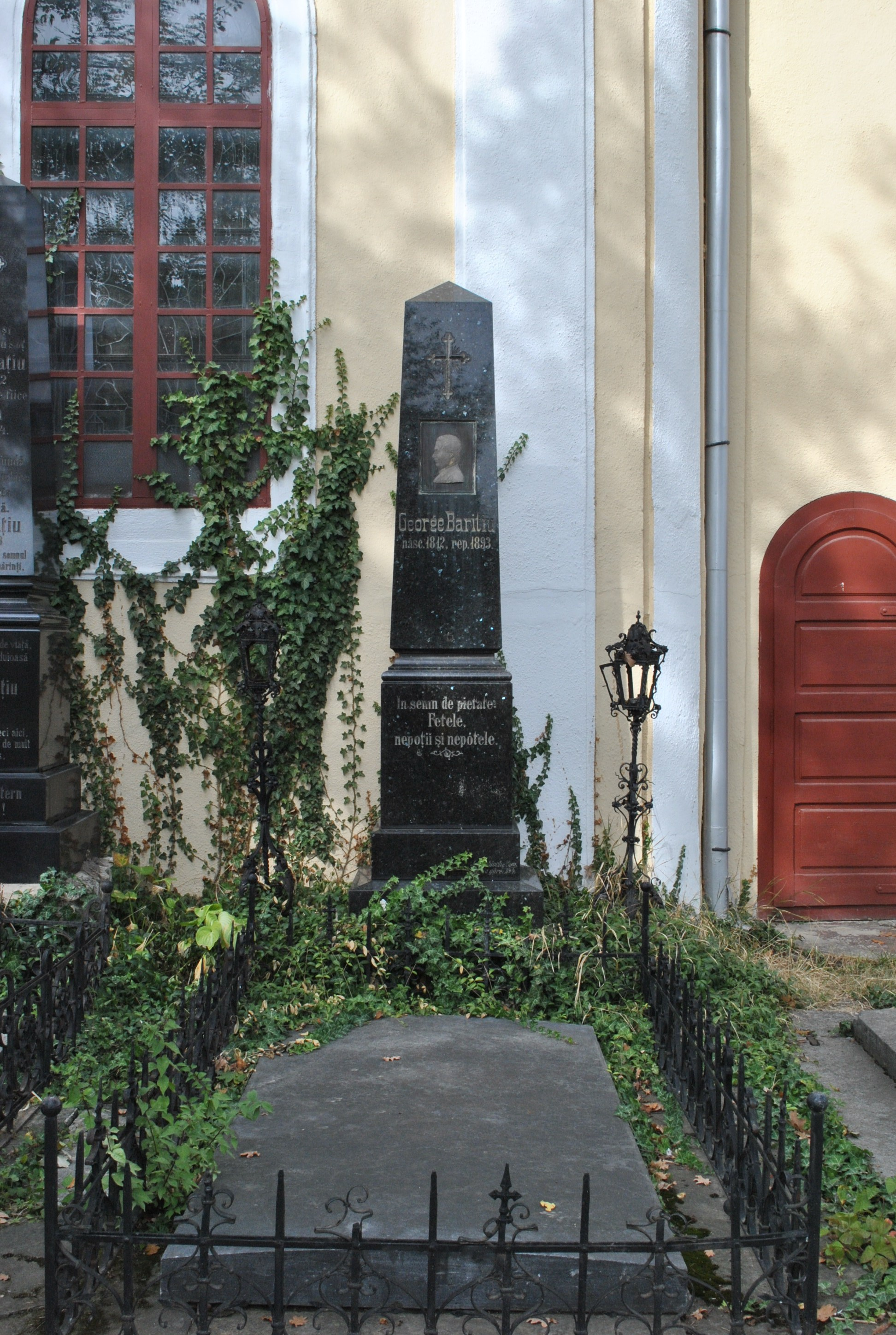
Le tombeau de George Bariț
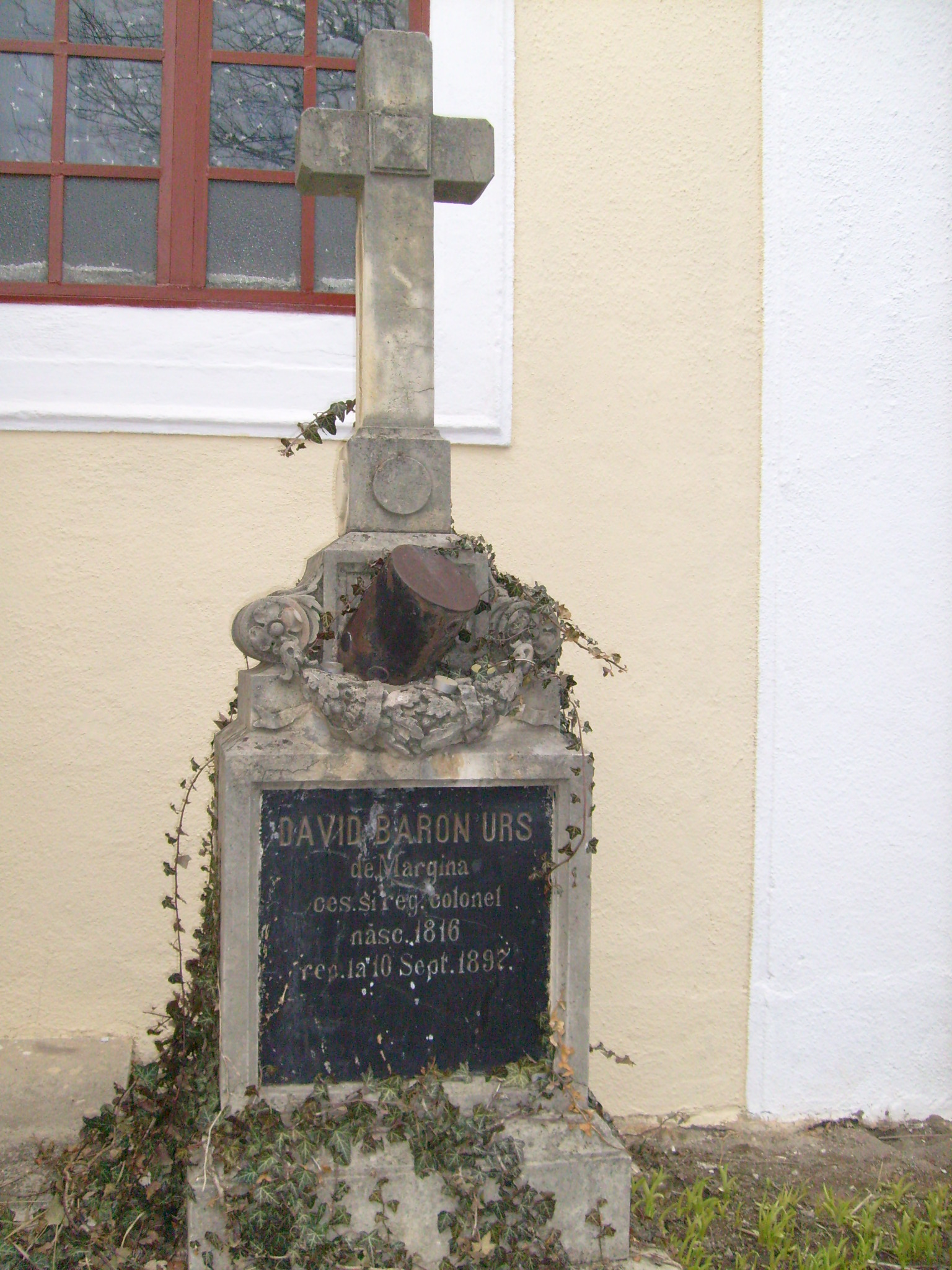
Le tombeau de David Urs de Margina
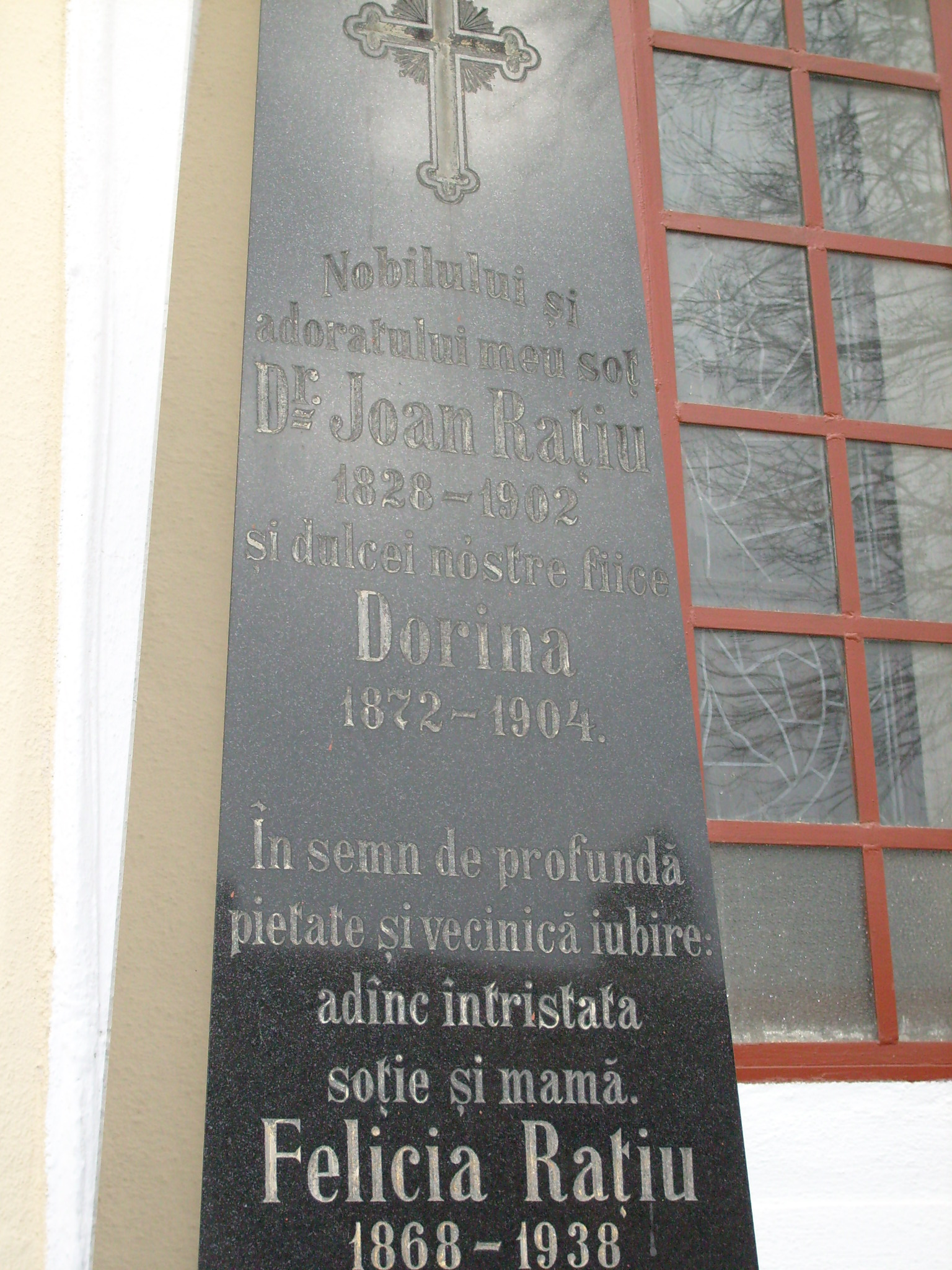
Le tombeau d'Ioan Rațiu
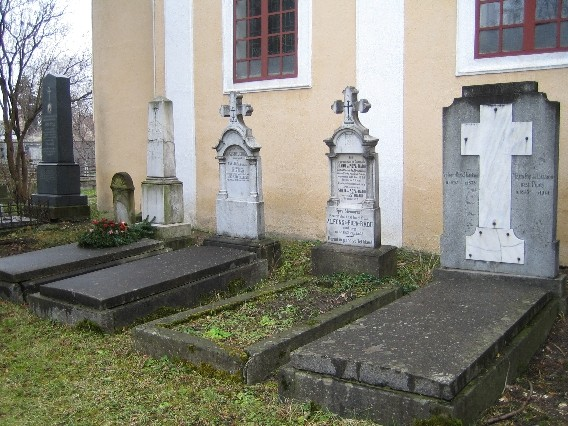
Detail du cimetière de l'église
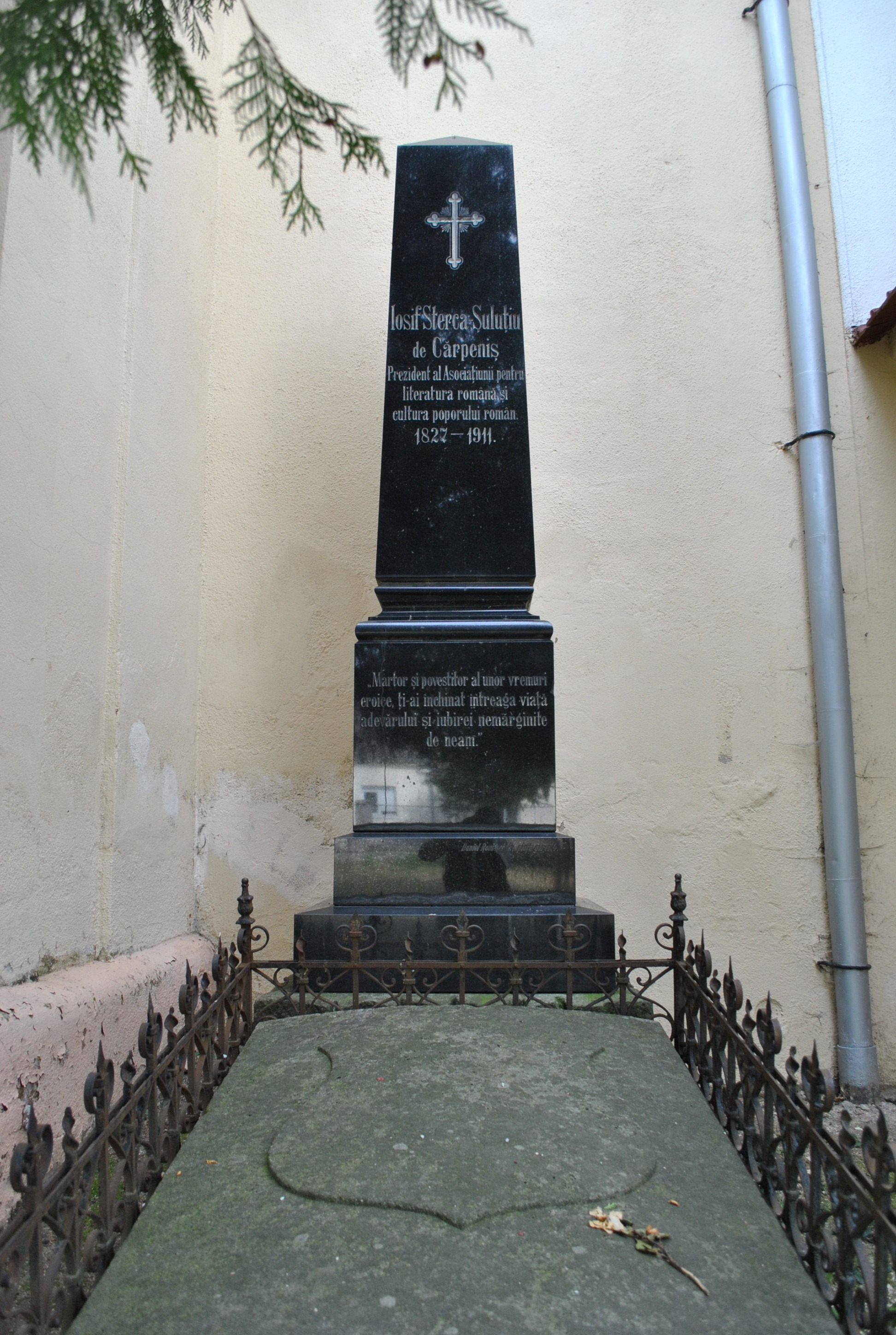
Le tombeau d'Iosif Sterca-Șuluțiu
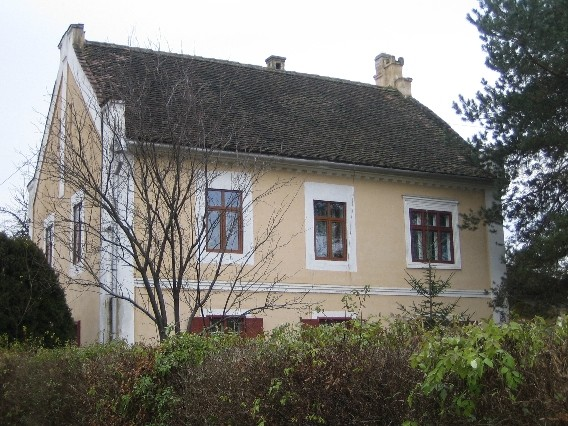
La maison paroissiale